# Kauaiina montgomeryi
Kauaiina montgomeryi är en fjärilsart som beskrevs av Riotte 1978. Kauaiina montgomeryi ingår i släktet Kauaiina och familjen mätare. Inga underarter finns listade i Catalogue of Life.